# Jechiel Danziger
Jechiel Danziger (ur. 1828 w Grójcu, zm. 21 stycznia 1894 w Aleksandrowie Łódzkim) – rabin, pierwszy cadyk chasydzkiej dynastii Aleksander.
Był synem Szragi Fajwla Danzigera z Grójca, założyciela dynastii chasydzkiej. Był uczniem Israela Icchaka Kalisza z Warki. Po śmierci swego ojca w 1848 roku został cadykiem. Rezydował w Grójcu, Pilicy, Tuszynie i od 1878 roku w Aleksandrowie Łódzkim, z którego uczynił ważny ośrodek życia chasydzkiego. W swoim testamencie miał zabronić publicznych pochwał własnej osoby.
Jest pochowany na cmentarzu żydowskim w Aleksandrowie Łódzkim. Jego następcą został syn Jerachmiel Izrael Izaak Danziger.